# Brachylecithum strigis
Espèce
Synonymes
- Lyperosomum strigis Yamaguti, 1939 (protonyme)
- Dicrocoelium strigis (Yamaguti, 1939)
- Lutztrema strigis (Yamaguti, 1939)
- Olssoniella strigis (Yamaguti, 1939)

Brachylecithum strigis est une espèce de trématodes de la famille des Dicrocoeliidae et parasite d'oiseaux.

## Hôtes
Brachylecithum strigis parasite l'Épervier d'Europe (Accipiter nisus), le Milan noir (Milvus migrans) le Petit-duc scops (Otus scops), le Hibou grand-duc (Bubo bubo), la Chouette de l'Oural (Strix uralensis et la Témia de Swinhoe (Dendrocitta formosae sinica).

## Taxinomie
L'espèce est décrite en 1939 par le parasitologiste japonais Satyu Yamaguti sous le protonyme Lyperosomum strigis.